# デニス・カーン
デニス・カーン（Denis Kang、데니스 강、1977年9月17日 - ）は、カナダの男性総合格闘家。ニューファンドランド島南岸のフランス領サンピエール島・ミクロン島出身。カナダ連邦ブリティッシュコロンビア州ノースバンクーバー在住。アメリカン・トップチーム所属。ブラジリアン柔術黒帯。元Spirit MCヘビー級王者。
韓国系カナダ人の父とフランス系カナダ人の母を持ち、フランス、スペイン、カナダ、アメリカ合衆国など居住地を転々としたことが「多国籍サイボーグ」の異名に由来しており、カーウソン・グレイシー柔術、柔道、空手、レスリング、テコンドー、ハプキドーなどの様々なバックボーンを持つ。
弟のジュリアン・カーンは韓国で有名なモデル。

## 来歴
1998年8月2日、Ultimate Warrior Challengeでプロ総合格闘技デビュー。
2000年9月24日、パンクラスでの鈴木みのる戦で日本デビュー。鈴木の腰の負傷によりギブアップ勝ち。
2003年4月4日、WFFカナダミドル級王座決定戦でクリス・ピークと対戦し、チョークスリーパーで一本勝ちを収め王座獲得に成功した。
2004年7月17日、K-1 WORLD GP 2004 in SEOULで行われたASIA GPの1回戦でガオグライ・ゲーンノラシンと対戦。1R右ストレートでKO負け。
2004年9月11日、韓国で開催されたSpirit MC GPで優勝を果たし、初代ヘビー級（+80kg）王座に認定された。

### PRIDE
2005年4月3日、PRIDE初参戦となったPRIDE 武士道 -其の六-で大場貴弘と対戦し、1R腕ひしぎ十字固めで一本勝ち。
2005年7月17日、PRIDE 武士道 -其の八-でアンドレイ・シモノフと1年半ぶりに再戦し、判定勝ち。
2006年4月2日、PRIDE 武士道 -其の拾-ではマーク・ウィアーからギブアップ勝ちを収め、同年開催のウェルター級グランプリへの出場権を獲得した。
2006年6月4日、PRIDE 武士道 -其の十一-のウェルター級（-83kg）グランプリ1回戦でムリーロ・ニンジャと対戦。1ラウンド開始15秒でパウンドでKO勝ち。
8月26日、PRIDE 武士道 -其の十二-のウェルター級グランプリ2回戦ではアマール・スロエフと対戦。カウンターの右ストレートでスロエフをマットに倒すと、バックから右腕一本で首を絞め上げ、意識の薄れたスロエフがタップアウト。準決勝に進出。
2006年9月24日、恋人であったシェルビー・ウォーカーが死去。
2006年11月5日、PRIDE 武士道 -其の十三-のウェルター級グランプリ準決勝で郷野聡寛と対戦。郷野の戦術に苦しむも、判定で勝利し決勝へ進出。決勝ではファイナリストのパウロ・フィリオの負傷棄権によって準決勝でフィリオに敗れた三崎和雄と優勝を懸けて対戦。カーンは大会前から怪我していた肩を悪化させて決勝戦の前にはドクターストップがかかっていたが、死去した恋人のために強行出場し、序盤は圧倒するも、後半の三崎の反撃に主導権を奪われ、2-1の判定負け。惜しくもグランプリ準優勝に終わった。

### FEG
2007年9月17日のHERO'Sで桜庭和志との対戦オファーもあったが、実現しなかった。桜庭のことを尊敬していて、Tシャツやフィギュアも持っている。
2007年10月28日、HERO'S KOREA 2007で試合の1週間前に急遽オファーを受けて秋山成勲と対戦し、右アッパーでKO負け。
2008年4月29日、DREAM.2のミドル級グランプリ1回戦でゲガール・ムサシと対戦し、三角絞めで一本負け。

### UFC
2008年11月、UFCと契約したことが発表された。2009年1月17日、アイルランド・ダブリンにおけるUFC 93にてUFCデビュー。アラン・ベルチャーを相手に1Rは優勢だったが、2Rにギロチンチョークで逆転負けを喫した。
2009年4月18日、UFC 97ではグザヴィエ・フパ＝ポカムに3-0の判定勝ちを収め、UFC初勝利となった。
2009年11月14日、イギリス・マンチェスターにおけるUFC 105で地元イギリスのマイケル・ビスピンと対戦。1Rは終始圧倒していたが、2Rに逆転TKO負け。好勝負が評価されてファイト・オブ・ザ・ナイトを受賞するも、1勝2敗となりUFCからリリースされた。

### UFCリリース後
2010年4月25日に開催された吉田秀彦引退興行 〜ASTRA〜に出場予定であったが、腰痛のヘルニアが悪化したために欠場となった。
2010年7月18日、シドニーで行われたImpact FCでパウロ・フィリオと対戦。「PRIDEウェルター級GP2006幻の決勝戦」として注目されたこの試合で判定1-1で引き分けた。

## 人物・エピソード
- 前述のように子供の頃から世界中に居住を移していたことに加えて、所属しているアメリカン・トップチームにはブラジル人が非常に多いこともあって、英語、フランス語、韓国語、ポルトガル語の4ヵ国語を話すことができる。
- 多国籍であり、日本では父親の故郷である韓国を出身国とされているが、世界的にはフランス系カナダ人とされている。
- PRIDEで戦ったことに強い誇りと愛着を持っており、「PRIDEで戦っていた時はPRIDEファイターであることに誇りを持っていたし、PRIDEを愛していた。PRIDEファミリーの一員だと思っている」と語っている[9]。
- カーン自身は主にアメリカとカナダに住んでいるが、父の母国であり、家族が住んでいる韓国にも愛着があり、試合のコスチュームに韓国の国旗を着けている。また、2004年の9月に行われたThe Ultimate Fighterシーズン1への参戦が決定した際に、「韓国で試合をしてからTUFに参加したい」と頼んだものの、独占契約にこだわるUFCから許可を得られなかったためTUFへの参戦を辞退したり、PRIDEと契約した際も韓国で試合ができるように契約条項に入れるなどしており、試合に負けた後の韓国メディアの厳しいバッシングに対してもクールに対応するなど、韓国への愛着は強い[10]。
- アメリカでのアメリカン・トップチームでの練習と併行して、モントリオールのトリスタージムでジョルジュ・サンピエールやデビッド・ロワゾー、ジェロム・レ・バンナらと共に練習している。

## 戦績

### 総合格闘技
| 総合格闘技 戦績 | 総合格闘技 戦績 | 総合格闘技 戦績 | 総合格闘技 戦績 | 総合格闘技 戦績 | 総合格闘技 戦績 | 総合格闘技 戦績 |
| --------------- | --------------- | --------------- | --------------- | --------------- | --------------- | --------------- |
| 55 試合         | (T)KO           | 一本            | 判定            | その他          | 引き分け        | 無効試合        |
| 35 勝           | 13              | 16              | 6               | 0               | 2               | 2               |
| 16 敗           | 6               | 8               | 2               | 0               | 2               | 2               |

| 勝敗 | 対戦相手                       | 試合結果                                 | 大会名                                                                 | 開催年月日     |
| ×    | メルヴィン・マヌーフ           | 1R 0:50 TKO（ボディへの膝蹴り）          | DREAM.18 & GLORY 4 〜大晦日 SPECIAL 2012〜                             | 2012年12月31日 |
| ○    | ソン・ヘソク                   | 1R 4:57 KO（パンチ連打）                 | ROAD FC 008: Bitter Rivals                                             | 2012年6月16日  |
| ×    | 大山峻護                       | 1R 3:40 TKO（膝蹴り）                    | ROAD FC 005: Night of Champions 【ミドル級王座決定トーナメント 1回戦】 | 2011年12月3日  |
| ×    | ウィ・スンベ                   | 2R 3:58 TKO（膝蹴り）                    | ROAD FC 003: Explosion                                                 | 2011年7月24日  |
| ×    | ジェシー・テイラー             | 1R 1:57 リアネイキドチョーク             | BFL 8: Island Beatdown                                                 | 2011年5月28日  |
| ○    | イ・ウンス                     | 5分3R終了 判定3-0                        | ROAD FC 002: Alive                                                     | 2011年4月16日  |
| △    | パウロ・フィリオ               | 5分3R終了 判定1-1                        | Impact FC 2: The Uprising Sydney                                       | 2010年7月18日  |
| ○    | キム・デウォン                 | 1R 1:49 肩固め                           | W-1 MMA 5: Judgment Day                                                | 2010年6月19日  |
| ×    | マイケル・ビスピン             | 2R 4:24 TKO（パウンド）                  | UFC 105: Couture vs. Vera                                              | 2009年11月14日 |
| ○    | グザヴィエ・フパ＝ポカム       | 5分3R終了 判定3-0                        | UFC 97: Redemption                                                     | 2009年4月18日  |
| ×    | アラン・ベルチャー             | 2R 4:36 ギロチンチョーク                 | UFC 93: Franklin vs. Henderson                                         | 2009年1月17日  |
| ○    | マービン・イーストマン         | 1R 0:48 TKO（パウンド）                  | Raw Combat: Redemption                                                 | 2008年10月25日 |
| ○    | キム・ジェヨン                 | 1R 2:47 TKO（パウンド）                  | Spirit MC 18: The Champion 【Spirit MCヘビー級タイトルマッチ】         | 2008年8月31日  |
| ×    | ゲガール・ムサシ               | 1R 3:10 三角絞め                         | DREAM.2 ミドル級グランプリ2008 開幕戦 【ミドル級グランプリ 1回戦】     | 2008年4月29日  |
| ×    | 秋山成勲                       | 1R 4:45 KO（右アッパー）                 | HERO'S KOREA 2007                                                      | 2007年10月28日 |
| ○    | チェ・ジョンギュ               | 5分3R終了 判定3-0                        | Spirit MC Interleague 5 【Spirit MCヘビー級タイトルマッチ】            | 2007年3月11日  |
| ×    | 三崎和雄                       | 2R（10分/5分）終了 判定1-2               | PRIDE 武士道 -其の十三- 【ウェルター級グランプリ 決勝】                | 2006年11月5日  |
| ○    | 郷野聡寛                       | 2R（10分/5分）終了 判定3-0               | PRIDE 武士道 -其の十三- 【ウェルター級グランプリ 準決勝】              | 2006年11月5日  |
| ○    | アマール・スロエフ             | 1R 4:09 スリーパーホールド               | PRIDE 武士道 -其の十二- 【ウェルター級グランプリ 2回戦】               | 2006年8月26日  |
| ○    | ムリーロ・ニンジャ             | 1R 0:15 KO（左フック→パウンド）          | PRIDE 武士道 -其の十一- 【ウェルター級グランプリ 1回戦】               | 2006年6月4日   |
| ○    | アルバート・バスコンセルズ     | 1R 0:12 KO（パンチ連打）                 | Spirit MC 8: Only One                                                  | 2006年4月22日  |
| ○    | マーク・ウィアー               | 1R 4:55 ギブアップ（グラウンドの膝蹴り） | PRIDE 武士道 -其の拾-                                                  | 2006年4月2日   |
| ○    | ロン・フィールズ               | 1R 2:46 チョークスリーパー               | Absolute Fighting Championships 14                                     | 2005年12月10日 |
| －   | ロバート・ヴィレガス           | 1R 4:25 無効試合                         | Spirit MC 7: Middleweight GP Final                                     | 2005年10月29日 |
| ○    | アンドレイ・シモノフ           | 2R（10分/5分）終了 判定3-0               | PRIDE 武士道 -其の八-                                                  | 2005年7月17日  |
| ○    | 大場貴弘                       | 1R 4:26 腕ひしぎ十字固め                 | PRIDE 武士道 -其の六-                                                  | 2005年4月3日   |
| ○    | アレクセイ・ヴィゼロゾロフ     | 1R 1:17 チョークスリーパー               | M-1 MFC: Heavyweight GP                                                | 2004年12月4日  |
| ○    | ヤン・ジノ                     | 1R 0:49 TKO（パンチ連打）                | Spirit MC 5: 2004 GP Unlimited 【ヘビー級グランプリ 決勝】             | 2004年9月11日  |
| ○    | キム・ジェヨン                 | 1R 1:38 チョークスリーパー               | Spirit MC 5: 2004 GP Unlimited 【ヘビー級グランプリ 準決勝】           | 2004年9月11日  |
| ○    | 濱田順平                       | 1R 2:35 腕ひしぎ十字固め                 | Spirit MC 5: 2004 GP Unlimited 【ヘビー級グランプリ 1回戦】            | 2004年9月11日  |
| ○    | コブス・ハイサマン             | 1R 1:06 TKO                              | Spirit MC 4: Revolution                                                | 2004年6月12日  |
| ○    | チョ・ヒョンチュル             | 1R 2:06 チョークスリーパー               | Spirit MC 3: I Will Be Back!!!                                         | 2004年4月10日  |
| ○    | キム・ヒョンジュン             | 1R 1:13 TKO（パンチ連打）                | Spirit MC Interleague 1                                                | 2004年2月7日   |
| ○    | キム・ジェヨン                 | 1R 0:38 TKO（パンチ連打）                | Spirit MC Interleague 1                                                | 2004年2月7日   |
| △    | アンドレイ・シモノフ           | 10分1R終了 ドロー                        | M-1 MFC: Russia vs. The World 7                                        | 2003年12月5日  |
| ○    | ステファン・ポトヴィン         | 3R TKO（パンチ連打）                     | TKO 13: Ultimate Rush                                                  | 2003年9月6日   |
| ○    | カイポ・カラマ                 | 3分3R終了 判定2-0                        | SuperBrawl 30: Collision Course 【ミドル級トーナメント 準決勝】        | 2003年6月13日  |
| ○    | ブレンダン・セグイン           | 1R 2:24 腕ひしぎ十字固め                 | SuperBrawl 30: Collision Course 【ミドル級トーナメント 1回戦】         | 2003年6月13日  |
| ○    | キース・ロッケル               | 2R 2:59 KO（パンチ）                     | USMMA 3: Ring of Fury                                                  | 2003年5月3日   |
| ○    | クリス・ピーク                 | 1R 0:57 チョークスリーパー               | WFF 4: Civil War 【WFFカナダミドル級王座決定戦】                       | 2003年4月4日   |
| ×    | ジェイソン・"メイヘム"・ミラー | 2R 1:41 チョークスリーパー               | Extreme Challenge 50 【ミドル級トーナメント 1回戦】                    | 2003年2月23日  |
| ×    | ジョー・ドークセン             | 1R 4:49 三角絞め                         | UCC 11: The Next Level                                                 | 2002年10月11日 |
| ○    | パット・ヒーリー               | 1R フロントチョーク                      | Rumble in the Ring 7                                                   | 2002年7月20日  |
| ○    | シェイン・ビーバ               | 1R 腕ひしぎ十字固め                      | World Freestyle Fighting 2                                             | 2002年6月22日  |
| －   | デニス・ホールマン             | 2R 3:15 無効試合                         | World Freestyle Fighting 1                                             | 2002年4月13日  |
| ×    | マーティン・アーメンダレス     | 1R 3:52 TKO（パンチ）                    | Warriors Challenge 15                                                  | 2001年8月31日  |
| ×    | 渋谷修身                       | 3R 3:45 チョークスリーパー               | PANCRASE 2001 PROOF TOUR                                               | 2001年5月13日  |
| ×    | KEI山宮                        | 10分+延長3分終了 判定0-2                 | PANCRASE 2000 TRANS TOUR                                               | 2000年12月4日  |
| ○    | 鈴木みのる                     | 1R 3:43 ギブアップ（腰の負傷）           | PANCRASE 2000 TRANS TOUR                                               | 2000年9月24日  |
| ○    | ロニ・カニダ                   | 1R TKO（パンチ連打）                     | Western Canada's Toughest                                              | 2000年3月18日  |
| ×    | ジョー・スリック               | 1R 5:53 肩固め                           | Extreme Challenge 24                                                   | 1999年5月15日  |
| ×    | ジェイセン・フリン             | 1R 4:07 フロントチョーク                 | Bas Rutten Invitational 2                                              | 1999年4月24日  |
| ○    | トム・ボルガー                 | 1R 1:55 三角絞め                         | Bas Rutten Invitational 2                                              | 1999年4月24日  |
| ○    | ファディ・ハビブ               | 1R TKO（パンチ連打）                     | Ultimate Warrior Challenge 2                                           | 1998年11月1日  |
| ○    | エリック・ハクロウ             | 1R 0:15 チョークスリーパー               | Ultimate Warrior Challenge                                             | 1998年8月2日   |

### グラップリング
| 勝敗 | 対戦相手         | 試合結果 | 大会名                         | 開催年月日    |
| ×    | アンディ・リーズ |          | ADCC 2003 【88kg未満級 1回戦】 | 2003年5月17日 |

### キックボクシング
| 勝敗 | 対戦相手                   | 試合結果                   | 大会名                                       | 開催年月日    |
| ×    | ガオグライ・ゲーンノラシン | 1R 1:48 KO（右ストレート） | K-1 WORLD GP 2004 in SEOUL 【ASIA GP 1回戦】 | 2004年7月17日 |

## 獲得タイトル
- WFFカナダミドル級王座（2003年）
- Spirit MC GP 優勝（2004年）
- 初代Spirit MCヘビー級王座（2004年）

## 表彰
- UFC ファイト・オブ・ザ・ナイト（1回）